# Luciferme
I Luciferme sono un gruppo musicale italiano originario di Firenze. Il loro stile ricorda i Litfiba. Mai ufficialmente scioltosi, lo è di fatto dal 2015.

## Storia del gruppo
Nati nel 1990 vengono notati da Gianni Maroccolo e spinti a partecipare a concorsi come Rock Targato Italia. Nel 1994 entrarono a far parte della casa di produzione Sonica che li portò a firmare per il gruppo Polygram, con cui realizzarono l'eponimo album d'esordio nel 1996 pubblicato per la sussidiaria Black Out. Nell'album il gruppo cerca di fondere due anime, una legata all'alternative rock e l'altra più vicina al rock mainstream.
Il gruppo partecipò al Festival di Sanremo 1998 nella sezione Giovani con il brano Il soffio, a cui seguì un tour con Biagio Antonacci. Nello stesso anno uscì il singolo Il viaggio, cover del successo degli anni ottanta Doot-Doot di Freur, seguito dall'album Cosmoradio ed il relativo tour promozionale, che ebbe un buon successo di pubblico. Ma la crisi dell'etichetta, acquisita poi dalla Universal, portò alla rescissione del contratto.
Il gruppo passò poi un anno intero in un casolare a registrare quello che fu il loro terzo album Di luce e ombra, prodotto da Marzio Benelli ed edito per Vortici Records/Self nel 2001, lavoro considerato più maturo e meno immediato dei precedenti. Nel 2004 uscì il loro quarto album Mutazioni.
Nel 2008 il gruppo ha pubblicato la raccolta Venti occidentali con due inediti, il brano omonimo e la cover di Ballata dei Litfiba, inoltre riceve a Venezia, durante le premiazioni dei Leoni d'Oro, la Targa del Leone D'Oro per la Musica alla Carriera.
Nel 2009 il gruppo, ora con Daniele Trambusti alla batteria, ha pubblicato il singolo Baciami.
Dopo sei anni, il 15 febbraio 2015, il gruppo realizza un nuovo singolo, Liradiddio, disponibile online gratuitamente nel sito ufficiale.

## Formazione
- Francesco Pisaneschi (voce)
- Giacomo Guatteri (chitarra, sintetizzatore)
- Alessandro Cresci (basso)
- Emanuele Coggiola (batteria)

## Discografia parziale

### Album
- 1996 - Luciferme
- 1998 - Cosmoradio
- 2001 - Di luce e ombra
- 2004 - Mutazioni

### Raccolte
- 2008 - Venti occidentali